# 東京都立多摩北部医療センター
東京都立多摩北部医療センター（とうきょうとりつたまほくぶいりょう - ）は、東京都東村山市にある医療機関。地方独立行政法人東京都立病院機構が運営する病院である。東京都災害拠点病院、地域医療支援病院、エイズ治療拠点病院である。

## 沿革
- 1986年7月1日 - 東京都多摩老人医療センターとして診療開始。
- 2005年4月1日 - 公益財団法人東京都保健医療公社多摩北部医療センター開設。
- 2006年5月9日 - 地域医療支援病院の指定を受ける。
- 2022年7月1日 - 東京都保健医療公社廃止、地方独立行政法人東京都立病院機構設立を伴い、東京都立多摩北部医療センターに変更[2]。

## 診療科
| - 総合内科 - 内分泌・代謝内科 - 循環器内科 - 腎臓内科 - 呼吸器内科 - 消化器内科 - 神経内科 - 血液内科 - リウマチ膠原病科 | - 精神科 - 小児科 - 外科 - 消化器外科 - 脳神経外科 - 整形外科 - 皮膚科 - 麻酔科 - 泌尿器科 | - 婦人科 - 眼科 - 耳鼻咽喉科 - 歯科口腔外科 - リハビリテーション科 - 放射線科 - 検査科 - 病理診断科 |

## 医療機関の指定等
- 保険医療機関
- 救急告示医療機関
- 休日・全夜間診療事業実施医療機関（内科系、外科系、小児科）
- 労災保険指定医療機関
- 生活保護法指定医療機関
- 結核指定医療機関
- 原子爆弾被害者一般疾病医療取扱医療機関
- 公害医療機関
- 地域医療支援病院
- 災害拠点病院
- 臨床研修指定病院
- エイズ治療拠点病院

## 交通アクセス
- 西武新宿線久米川駅・西武池袋線清瀬駅・JR東日本武蔵野線新秋津駅から西武バスで「青葉町一丁目」下車、徒歩2分
- 西武新宿線東村山駅・JR東日本武蔵野線新秋津駅よりグリーンバス（東村山市コミュニティバス）で「多摩北部医療センター」下車